# Kip Thorne
Kip Stephen Thorne (Logan, Utah, 1 de juny de 1940) és un físic teòric estatunidenc i premi Nobel, conegut per les seves contribucions en el camp de la física teòrica, física gravitacional i l'astrofísica. Fou professor de física teòrica a l'Institut Tecnològic de Califòrnia fins al 2009.

## Vida
Thorne realitzà els seus estudis primaris i secundaris a la seva població de naixement. Es graduà el 1962 a l'Institut Tecnològic de Califòrnia, Caltech i es doctorà a la Universitat de Princeton el 1965. Després de dos anys d'estudis post-doctorals retornà al Caltech com a professor associat. Ascendí a professor de física teòrica el 1970 i el 1991 accedí a la càtedra Feynman de física teòrica fins al 2009 que passà a ser professor emèrit.

## Obra

### Ones gravitacionals
La recerca de Thorne s'ha centrat en la física de la gravitació i l'astrofísica, amb èmfasi en les estrelles relativistes, els forats negres i les ones gravitacionals. A la fi de la dècada de 1960 i principis dels anys 70 establí les bases per a la teoria de pulsacions d'estrelles relativistes i les ones gravitacionals que emeten. Durant els anys 70 i 80 desenvolupà un formalisme matemàtic amb el qual els astrofísics van poder analitzar la generació d'ones gravitacionals i treballant amb Vladimir Braginsky, Ronald Drever i Rainer Weiss desenvoluparen noves idees tècniques i plans per a la detecció d'ones gravitacionals. És cofundador amb Weiss i Drever del projecte LIGO (Laser Interferometer Gravitational Wave Observatory) i presidí el comitè directiu que liderava el LIGO en els primers anys (1984-87). En els anys 80, 90 i 2000, ell i el seu grup de recerca han proporcionat suport teòric pel LIGO, incloent la identificació de fonts d'ona gravitacional que LIGO, establint fonaments per a tècniques d'anàlisi de dades, dissenyant els deflectors per controlar la llum dispersa en els tubs de biga de LIGO, i en col·laboració amb el grup de recerca de Vladimir Braginsky (Moscou, Rússia) dissenyar nous detectors avançats d'ona gravitatòries.

### Forats negres
Amb Anna Zytkow, Thorne postulà l'existència d'estrelles vermelles supergigants amb nuclis de neutrons, anomenades objectes de Thorne-Zytkow. Amb Igor Novikov i Don Page, desenvolupà la teoria relativista general dels primers discos d'acreció al voltant dels forats negres i, utilitzant aquesta teoria, deduí que amb una duplicació de la seva massa per dita acreció, es formaria un forat negre fins al 99,8 % del màxim permès per la teoria de la relativitat general, però mai major; essent probablement el major forat negre permès a l'univers. Amb James Hartle, Thorne derivà de la relativitat general les lleis del moviment i la precessió dels forats negres i altres cossos relativistes, incloent la influència de l'acoblament dels seus moments multipolars a la curvatura espaciotemporal dels objectes propers. El 1972 formular la conjectura del cèrcol (que qualsevol objecte de massa M, al voltant del qual es pot filar un cèrcol de circumferència {\displaystyle 8\pi GM/c^{2}}, ha de ser un forat negre), una conjectura per a la qual encara no hi ha cap prova ferma. Desenvolupà el paradigma de la membrana per a forats negres i l'utilitzà per aclarir el mecanisme "Blandford-Znajek" mitjançant el qual els forats negres podrien alimentar quàsars i nuclis galàctics actius. Amb Wojciech Zurek demostrà que l'entropia d'un forat negre del qual se'n coneix la massa, el moment angular i la càrrega elèctrica és igual el logaritme de la quantitat de maneres que podria haver estat el forat.

### Espai-temps relativista
Amb Sung-Won Kim, Thorne identificà un mecanisme físic universal (el creixement explosiu de la polarització del buit dels camps quàntics), que sempre pot evitar que l'espaitemps desenvolupi corbes de temps tancades. Amb Mike Morris i Ulvi Yurtsever, demostrà que els vagons de Lorentzian recorreguts poden existir només en l'estructura de l'espaitemps si estan enfilats per camps quàntics en estats quàntics que violen la mitjana de l'energia nul·la (és a dir, tenen una energia renormalizada negativa distribuïda en una regió prou gran). Això ha desencadenat investigacions per explorar la capacitat dels camps quàntics de tenir una energia tan àmplia negativa.

## Guardons
El juny de 2017 fou guardonat amb el Premi Princesa d'Astúries d'Investigació Científica i Tècnica juntament amb Barry Barish, Rainer Weiss i l'observatori LIGO.
El 2017, fou guardonat amb el Premi Nobel de Física juntament amb Rainer Weiss i Barry Barish "per contribucions decisives al detector LIGO i l'observació de les ones gravitacionals".